# Libertalia
Libertalia (ook wel Libertatia) zou een onafhankelijke staat zijn geweest die aan het einde van de 17e eeuw door piraten werd gesticht.

Of Libertalia echt bestaan heeft is niet duidelijk. Het bestaan ervan wordt beschreven in het boek A General History of the Pyrates (Nederlands: Een algemene geschiedenis van de piraten) van kapitein Charles Johnson. Het boek bevat een mix van feiten en fictie, en het is zelfs mogelijk dat het bestaan van Libertalia is verzonnen.

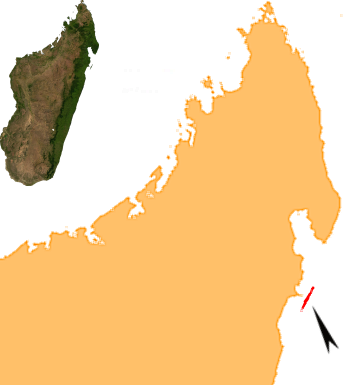
De plek (St. Marie) waar vermoedelijk het piratenutopia Libertalia gelegen heeft.

Libertalia zou in het noorden of noordoosten van Madagaskar hebben gelegen. De precieze locatie en omvang is niet bekend, alhoewel de meeste bronnen melden dat het zich uitstrekte van de Baai van Antongil tot Mananjary. De eilanden Île Sainte-Marie en Foulpointe zouden ook bij Libertala hebben gehoord. Andere bronnen noemen alleen de Baai van Antongil. De staat werd gesticht door de piraten Thomas Tew en Olivier Misson en de Italiaanse-Dominicaanse priester Caraccioli.

## Beschrijving
Het motto van dit 'piratenutopia' was voor God en Vrijheid. Libertalia voerde een witte vlag. De inwoners voerden oorlog met andere staten, vielen schepen aan, spaarden gevangenen en bevrijdden slaven. Ze noemden zich Liberi en hielden zich aan gemeenschappelijke regels. 
De kolonie Libertalia zou als volgt zijn ontstaan. Olivier Misson was in Rome toen hij zich als kwartiermeester aanmeldde bij het oorlogsschip Victoire(dat waarschijnlijk vertrok vanuit Napels). Op het schip ontmoette hij de priester Caraccioli die goed thuis was in de wetgeving. Samen spraken ze over vrijheid, onafhankelijkheid en liberalisme. Veel mensen aan boord gingen luisteren naar de ideeën van de twee. Na een muiterij aan boord kozen ze Misson als hun kapitein. Ze besloten zijn tocht van liberalisme te volgen: zo kaapten ze slavenschepen en lieten de slaven vrij, want Misson zag de zwarte medemens als zijn gelijke. De blanke gevangenen sloten zich ook vaak bij hem aan zodat de bemanning gestaag uitgroeide van 200 naar 400 man. Aan de Angolese kust kwam hij Thomas Tew tegen, die zich bij hem aansloot. Deze bracht het idee naar voren om een eigen staat te stichten.
Misson laveerde langs de kust van Madagaskar, waar hij op een dag de perfecte baai tegen kwam voor de nederzetting die hij Libertalia noemde.
Men denkt dat de kolonie tussen 1690 en 1730 heeft bestaan. Dit wordt afgeleid uit het gegeven dat Thomas Tew in die tijd actief was. Ook zou William Kidd in 1697 Libertalia bezocht hebben om schade aan zijn schip te laten herstellen. Een klein gedeelte van zijn bemanning zou daar zijn gebleven.